# 山梨県道107号飯野新田白根線
山梨県道107号飯野新田白根線（やまなしけんどう107ごう いいのしんでんしらねせん）は山梨県南アルプス市を走る一般県道である。

## 概要

### 路線データ
- 起点：山梨県南アルプス市飯野新田（新町交差点＝山梨県道12号韮崎南アルプス中央線交点）
- 終点：山梨県南アルプス市在家塚（飯野交差点＝山梨県道42号韮崎南アルプス富士川線交点、山梨県道39号今諏訪北村線終点）

## 通過する自治体
- 山梨県南アルプス市

## 交差・接続する道路
- 山梨県道12号韮崎南アルプス中央線（新町交差点）
- 国道52号〈富士川街道〉（飯野交差点）
- 山梨県道39号今諏訪北村線（同上）

## 周辺
- 南アルプス市立白根飯野小学校